# Донской сельский округ
Донско́й се́льский окру́г (каз. Дөң ауылдық округі) — административная единица в составе района Биржан сал Акмолинской области Казахстана. 
Административный центр — аул Андыкожа батыра.

## История
В 1989 году существовал как — Донской сельсовет (село Донское) в составе Кокчетавской области.
В периоде 1991—1998 годов:
- Невский сельсовет вошёл в состав Донского;
- Донский сельсовет был преобразован в сельский округ;
- после упразднения Кокчетавской области вместе с районом сельский округ был включен в состав Акмолинской области.

В 2001 году село Донское было переименовано а позже преобразовано в аул Андыкожа батырa.
В 2018 году село Невское было переименовано в село Тасшалкар.

## Население
| Численность населения | Численность населения | Численность населения |
| 1989                  | 1999                  | 2009                  |
| --------------------- | --------------------- | --------------------- |
| 1311                  | ↗1760                 | ↘1431                 |

## Состав
| № | Населённый пункт | Тип населённого пункта      | Население, 1989 | Население, 1999 | Население, 2009 |
| - | ---------------- | --------------------------- | --------------- | --------------- | --------------- |
| 1 | Андыкожа батыра  | аул, административный центр | 1 311           | 1 135           | 919             |
| 2 | Тасшалкар        | село                        | 1 033           | 625             | 512             |

## Местное самоуправление
Аппарат акима Донского сельского округа — аул Андыкожа батыра, улица Первомайская, 5.
- Аким сельского округа — Муканов Танат Талгатович[1].